# Guy Bleus
 (avril 2015).
Guy Bleus, né le 23 octobre 1950 à Hasselt (Belgique), est un artiste associé au mouvement mail art (art postal) et à l'art performance. Il vit et travaille à Wellen, près de Liège.
Son œuvre couvre différents domaines, y compris l'administration (qu'il appelle « Artministration »), la communication postale et les activités olfactives.

## Biographie
En 1978, Bleus crée « The Administration Centre - 42.292 », une archive de mail-art. Au total, ces archives rassemblent des œuvres et des informations sur 6 000 artistes de 60 pays,.
Guy Bleus utilise l'odorat dans les arts plastiques. En 1979, il commence à exposer des peintures odorantes, présente des objets parfumés et réalise des installations aromatiques. Il a aussi créé des performances artistiques où il fait intervenir l'odorat en pulvérisant une brume de parfum sur le public,.
Dans une démarche ironique, Bleus crée des documents administratifs tels que des cartes d’identité, des diplômes et des papiers de mariages identiques aux documents officiels belges. Par ailleurs, il déchire des documents administratifs officiels pour en faire des collages. Ses costumes, composés de billets de banque ou de timbres postaux, marquent sa critique sur la bureaucratie,.

## Réseau et projets d’art
Bleus a organisé des projets d'art, dont Are you experienced? LHFS (1981), WAA: Mail eARTh Atlas (1981–1983), Telegrammes (1983), Aérogrammes(1984), Cavellini Festival 1984, Livres d’artistes (1991), Performances télécopies (1992-1993), Private Art Detective et Building Plans & Schemes (1993).
Bleus a écrit beaucoup de textes sur le thème de l'art postal. En outre, il participe à des publications comme Mail Art de Piotr Rypson, Eternal Network, A Mail Art Anthology de Chuck Welch ou Postcards – Cartoline d’artista de Vittore Baroni. Il apporte enfin régulièrement sa contribution à des magazines d'art.
Il réalise en 2003 (avec Jean Spiroux) le tout premier timbre postal officiel sur le thème Mail Art. La poste Belge en a fait une édition de 4 millions de copies.
D'octobre 2005 à février 2006, Bleus organise le projet olfactif de Mail Art « Scents, Locks & Kisses » avec 778 artistes de 43 pays dans le centre d’arts Z33.
Une rétrospective de son œuvre a eu lieu au centre culturel de Hasselt en 2010.

## Œuvre

### Publications
- Are you experienced? L.H.F.S., Université de Bruxelles, 1981.
- Mail Art, Prov. Museum, Hasselt, 1994.
- Communication: 44 Statements, in: S. Cook (ed.), Information, Whitechapel: Documents of Contemporary Art, The MIT Press, 2016.  (ISBN 978-0-262-52934-1)

### Expositions personnelles
- Musée gallo-romain (Tongres, 1974)
- The Art of Smell, Pannenhuis (Anvers, 1979)
- Instant Art, Galerie Aurora (Anvers, 1979)
- Tape pARTy: Scents, etc., mairie (Léopoldsburg, 1979)
- Le Plan K (Bruxelles, 1980)
- Espace Z (Ruimte Z, Anvers, 1980)
- Locks & Kisses, Pannenhuis (Anvers, 1980)
- Parfumerie Fragonard (Grasse, 1980)
- Shaffy Theater (Amsterdam, 1981)
- De Warande (Turnhout, 1981)
- Arte Studio (Bergamo, 1982)
- Gallery Entr'act (Bruxelles, 1982)
- La Galleria Dell'occhio (New York, 1983)
- De Brakke Grond (Amsterdam, 1983)
- Musée de la ville (Tirlemont, 1984)
- Stalker (Bruxelles, 1984)
- Centre culturel Berchem (Anvers, 1985)
- Centre culturel Valkenswaard (Pays-Bas, 1985)
- De Media (Eeklo, 1986)
- Museu Municipal (Figuera Da Foz, 1987)
- Il Ventuno (Hasselt, 1987)
- Centre culturel Genk (1989)
- Enlightened Bureaucracy, Galleria Soppalco (Viareggio, 1990)
- Slick Gallery (Hasselt, 1990)
- Galerie Von Der Milwe (Aachen, Allemagne, 1991)
- La Tour Romane (Amay, Belgique, 1991)
- Centre culturel (Heusden-Zolder, 1991)
- Musée de la Poste (La Haye, Pays-Bas, 1992)
- Zoo (Anvers, 1992)
- Il Ventuno (Hasselt, 1993)
- Centre culturel (Heusden-Zolder, 1993)
- Il Ventuno (Hasselt, 1994)
- Musée provincial (Hasselt, 1994)
- Musée de la Poste (Bruxelles, 1995)
- E-Mail-Art Archives (Hasselt, 1994-1998)
- Mail-Art by Guy Bleus®, Arte Studio (Bergamo, 1999)
- The Art Administrator, Arte Studio (Bergamo, 2000)
- 42.292 – Administration, Galerie S&S, (Anvers, 2002)
- $C€NT$, Galerie France Lejeune Fine Art (Anvers, 2004)
- Tonnelle de timbres, FLACC, (Genk, 2005)
- Scents Locks Kisses, Z33 (Hasselt, 2005-2006)
- Guy Bleus - 42.292: Pêle-Mêle, centre culturel (Hasselt, 2010)
- A Scented Dialogue, CIAP (Hasselt, 2018)

### Livres et catalogues publiés
- 1970 : Subterranean II, Éd. Académie des Beaux-Arts, Gand
- 1974 : Het Spiegelbeeld, Éd. Tongerse Kunstkring)
- 1975 : Subterranean II, Éd. Tongerse Kunstkring
- 1981 : L.H.F. & S. - Are You Experienced, Éd. VUB, Bruxelles[18]
- 1981 : Mail-eARTh, Éd. De Warande
- 1983 : Mail-Art: Initiation, Éd. Ciap
- 1983 : Administration: projet de télégraphie et art postal, Éd. Musée provincial, Hasselt
- 1983 : Man is The Museum of All Things, Éd. Esmeralda, Gand
- 1981-1983 : W.A.A.: World Art Atlas, Éd. De Warande[19]
- 1984-1992 : B:13 - Bambú 13, Éd. TAC-42.292
- 1984 : B.T.S. - Commonpress 56, Éd. Het Toreke, Tirlemont
- 1986 : 20x Communication, Éd. SHIVKV, Genk
- 1989 : Audio Art: Screams (Against Bureaucracy), Éd. Musée provincial, Hasselt
- 1990-1991 : Art is Books: livres d'artistes, Éd. PCOB
- 1991 : Mail-Art Manual Do Viajante em Portugal, Éd. C.C. Heusden-Zolder[20]
- 1992 : Fax-Performances, Éd. C.C. Heusden-Zolder
- 1993 : A Networking Fax-Project & Performance, Éd. De Fabriek
- 1993 : Building Plans & Schemes, Éd. C.C. Heusden-Zolder
- 1993-1994 : The Timeless Calendar, Éd. Vaes & Il Ventuno
- 1994-1998 : E-Pêle-Mêle: Electronic Mail-Art Netzine, Éd. TAC–42.292
- 1994 : Mail-Art, Éd. PCBK & TAC-42.292
- 1995 : In a memory of Ray Johnson, Éd. TAC-42.292
- 1995 : Mail-art Memorabilia, Éd. Musée de la Poste, Bruxelles
- 1995 : The Artistamp Collection, Éd. Centrum voor Kunsten, Hasselt[21]
- 1996 : Sealed Confessions: Private Art Detective, Éd. C.C. Heusden-Zolder
- 1997 : Re: The E-Mail-Art & Internet-Art Manifesto, Éd. TAC-42.292
- 1997 : Working in A Coal-Mine: Fax- & Internet-Art Project, Éd. Our House
- 1998 : Re: The E-Mail-Art & Internet-Art Manifesto - Part II, Éd. TAC-42.292
- 1998 : Livres d'artistes, Éd. Literair Museum

### CD-ROM et DVD-ROM
- 1996 : The Artistamp Collection: with an X, Éd. E-Mail-Art Archives
- 1996 : The Artistamp Collection: without an X, Éd. E-Mail-Art Archives
- 1997 : Eutopia, Éd. Gouvernement, Maastricht
- 1998 : Desks: 1001 Bureaus, Éd. Centrum Beeldende Kunst, Groningue
- 1999 : 1899 GeZeLLe 1999, Éd. Ville de Bruges
- 2000 : Artbiorix, Éd., De Velinx, Tongres
- 2005 : S:L:K – Olfactory Mail Art project, Éd., Z33